# Refrigeración líquida

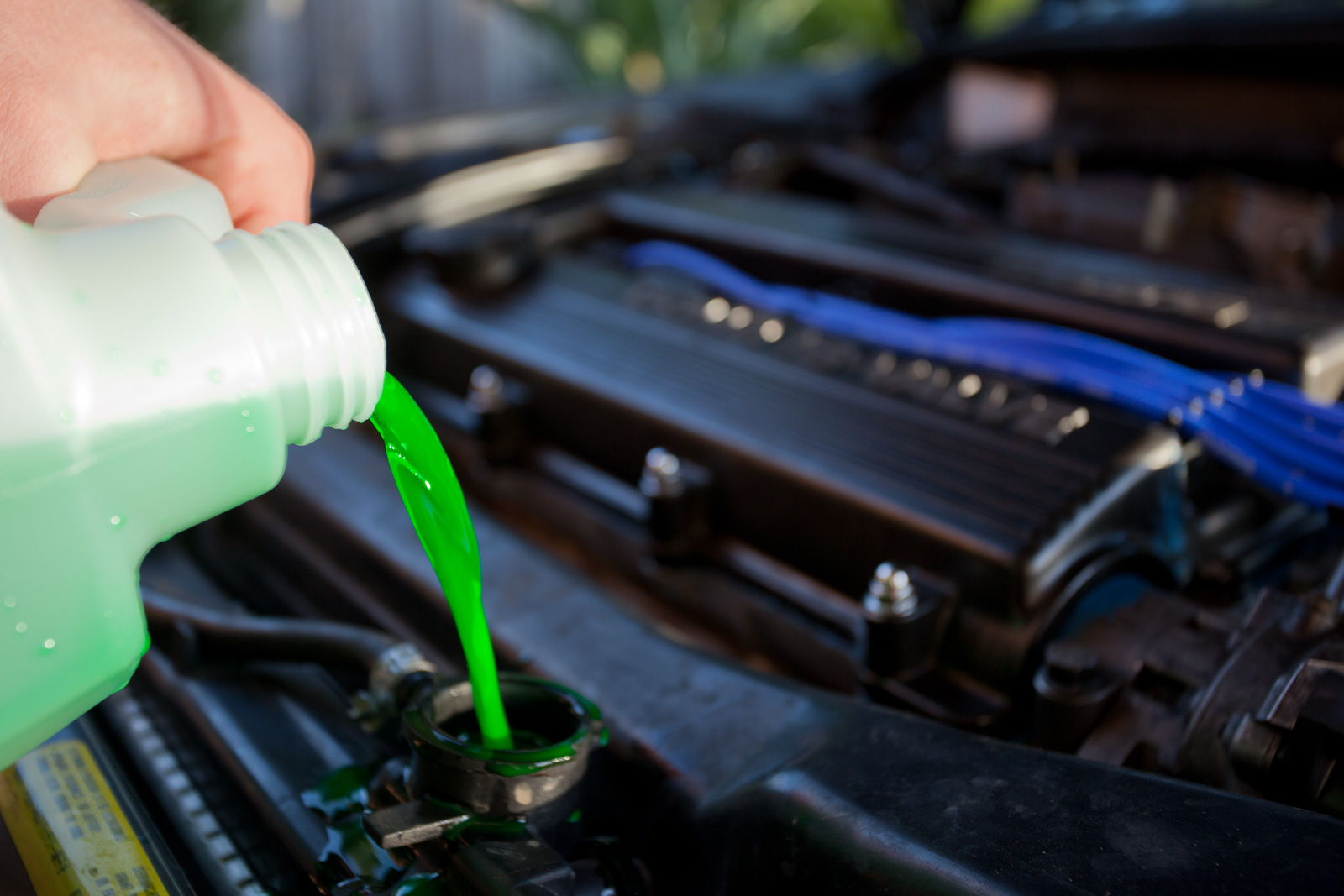
Refrigerante líquido vertido en un radiador de automóvil

La refrigeración líquida consiste en extraer el calor de los componentes de una computadora utilizando fluidos específicos para la conducción del mismo, ya que si no es así, muchos de los componentes dejarían de funcionar porque se queman, o se apagaría la computadora, en caso de ser una placa moderna. A diferencia de la refrigeración por aire, usa agua como transmisor del calor. Se le puede añadir un líquido al agua del circuito de refrigeración líquida para mayor refrigeración.
Las ventajas de la refrigeración por agua en vez de por aire incluyen el mayor calor específico, densidad y conductividad térmica, de forma que el agua puede transmitir el calor a gran distancia con mucho menos flujo volumétrico y diferencia de temperatura. Esto lleva a la mayor ventaja de la refrigeración por agua sobre los disipadores tradicionales: la capacidad mucho mayor de transportar el calor desde la fuente hasta una superficie de enfriamiento secundaria, que permite radiadores grandes, de diseño óptimo, en lugar de ventiladores en o cerca del núcleo de la unidad central.
Una instalación típica de refrigeración por agua consta de un objeto a enfriar, una bomba hidráulica que hace circular el agua y un radiador como disipador grande, posiblemente con un ventilador. Estos componentes están unidos por tubos.
Un componente opcional de la refrigeración por agua es un depósito (de agua), que ayuda a evitar la formación de burbujas de aire en el sistema. No obstante, si el sistema de refrigeración por agua está correctamente montado y sellado, no hay necesidad de un depósito, aunque este sí hace que el sistema sea «mucho» más fácil y rápido de llenar. Otra opción es usar simplemente una pieza en T, que puede costar solo $1. Aunque ninguno de los dos sistemas es necesario, se recomienda uno de ellos para acelerar la operación de llenado y vaciado.

## En computadoras

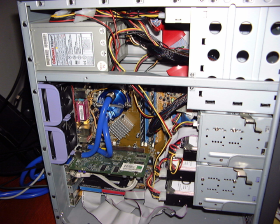
Interior de una computadora, mostrando el bloque de agua del CPU y tubos.

Desde hace pocos años, la refrigeración por agua ha llegado a ser importante para enfriar componentes de la computadora, especialmente la CPU. La refrigeración por agua se hace usando tres componentes primarios consistentes en un bloque de agua para CPU, una bomba de agua y un intercambiador de calor (usualmente un radiador unido a un ventilador). La refrigeración por agua no solo permite un funcionamiento mejor y más silencioso, sino que al tener una mayor capacidad para disipar calor, permite usar procesadores que se calienten más.
Menos habitualmente, se utiliza para refrigerar GPU, puentes norte, discos duros e incluso, fuentes de alimentación.
Hasta finales de la década de 1990, los sistemas para computadoras, a excepción de las unidades centrales, fueron caseras hechas utilizando bombas de acuario, radiadores de automóvil y bloques de agua caseros. Más recientemente, un número cada vez mayor de compañías están fabricando componentes especializados prefabricados permitiendo que la refrigeración líquida sea lo suficientemente compacta como para caber dentro del chasis de una computadora. Esto, unido al cada vez mayor calor irradiado por los microprocesadores, ha aumentado increíblemente la popularidad de la refrigeración líquida. Sin embargo, a día de hoy es un mercado muy pequeño. Aunque hoy en día existen varias marcas que comercializan kits de montado de refrigeración líquida personalizable, algunas de las más conocidas son Corsair y Thermaltake.
Los overclockeadores que se dedican a ello suelen utilizar refrigeración por cambio de fase o refrigeradores termoeléctricos en lugar de otros intercambiadores de calor estándar más comunes. Los sistemas de refrigeración líquida en los que el agua es refrigerada directamente por el serpentín de evaporación de un sistema de cambio de fases, son capaces de enfriar el refrigerante por debajo de la temperatura ambiente (algo imposible utilizando un intercambiador de calor convencional) y, como resultado, proporcionan una mayor refrigeración a los componentes de la computadora que generan calor. El inconveniente de los intercambiadores de cambio de fase o la refrigeración termoeléctrica es que utiliza mucha más electricidad y se debe utilizar anticongelante debido a las bajas temperaturas. Adicionalmente, se debe utilizar aislamiento, normalmente mediante espumas similares a los utilizados en las tuberías de agua y almohadillas de neopreno cubriendo los componentes a enfriar, para evitar daños causados por la condensación del vapor de agua (del propio ambiente) en las superficies de la computadora. Los lugares más habituales para conseguir el necesario sistema de refrigeración por cambio de estado son los deshumidificadores caseros o los sistemas de aire acondicionado.
Un sistema de refrigeración alternativo, que permite enfriar los componentes por debajo de la temperatura ambiente, pero elimina el requisito de utilizar anticongelantes y tuberías con aislante, consiste en la colocación de un dispositivo termoeléctrico (normalmente conocido como «Peltier» o «pelt» en referencia a Jean Peltier, quien documentó el efecto) entre el componente generador de calor y el bloque de agua. Gracias a que solamente la zona con temperatura inferior a la ambiente está en contacto con el componente caliente, el aislamiento se necesita exclusivamente en esa zona concreta. La desventaja de estos sistemas es que normalmente los «pelts» sacan una gran cantidad de energía, y el sistema de refrigeración por agua debe retirar esta energía, además del calor generado por el componente.
La Apple Macintosh G5 fue la primera computadora personal producida en serie con un sistema de refrigeración por agua para el CPU.[cita requerida]

## Sistemas de refrigeración por agua «abiertos»
Un sistema «abierto» de refrigeración por agua utiliza la refrigeración por evaporación para bajar la temperatura del agua restante. Un componente, como una torre de refrigeración, reemplaza al radiador de un sistema de refrigeración «cerrado». La desventaja de este método es la necesidad de reponer constantemente el agua que se pierde por la evaporación.

## Refrigeración líquida para automóviles
La Refrigeración en motores de combustión interna, se ha utilizado desde los principios del automovilismo aproximadamente en 1890, pero no es hasta mediados del siglo XX, donde este método para enfriar el motor de combustión interna del automóvil. Este sistema es el más utilizado actualmente, sustituyendo el enfriamiento de motor por aire como por ejemplo del Volkswagen Tipo 1 que ha sido de los autos más exitosos del mundo.
El tipo de líquido que se utiliza en automóviles, siendo el recomendado un anticongelante ya que este tiene un punto de ebullición mucho más alto que el agua común.

## Refrigeración industrial por agua

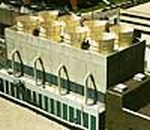
Una torre de refrigeración en Marley.

La mayoría de las torres de refrigeración industriales utilizan agua de ríos o pozos como fuente de agua fría. Las grandes torres de refrigeración de corriente inducida o forzada utilizadas en plantas industriales como centrales eléctricas, refinerías de petróleo, o plantas petroquímicas y de gas natural recirculan continuamente agua a través de intercambiadores de calor y otros equipos donde el agua absorbe el calor. Ese calor es entonces expulsado a la atmósfera por la evaporación parcial del agua en torres de refrigeración donde el flujo de aire caliente ascendente se pone en contacto con el flujo de agua descendente. La pérdida de agua por evaporación hacia el aire expulsado a la atmósfera se reemplaza con agua «tratada» de un río, o agua de refrigeración. Como la evaporación del agua «pura» se reemplaza con agua «tratada» que contiene carbonatos y otras sales disueltas, una porción del agua del circuito se descarta continuamente como agua de desecho para prevenir la excesiva aparición de sales en el agua del circuito.
Algunas plantas industriales localizadas en zonas costeras utilizan agua salada de «un solo paso» para sus procesos de enfriamiento y el agua salada templada se devuelve cerca de la costa.
A veces se utiliza agua desmineralizada producida por ósmosis inversa y agua potable en plantas industriales que requiere agua de refrigeración de gran pureza.
Determinados reactores nucleares utilizan agua pesada como refrigerante. La mayoría de las veces, el agua pesada se emplea en reactores nucleares porque actúa como un moderador de neutrones para la reacción nuclear en cadena. Para el sistema de refrigeración principal, se utiliza preferentemente agua normal empleando un intercambiador de calor ya que el agua pesada es mucho más cara. Los reactores que utilizan otro tipo de materiales para la moderación (grafito) suelen utilizar agua normal para la refrigeración.